# Донских, Василий Петрович
Васи́лий Петро́вич Донски́х (род. 21 апреля 1967, Иркутск) — советский спортсмен, защитник; мастер спорта СССР (1986) по хоккею с мячом.

## Биография
Рост 176 см, вес 79 кг. Воспитанник иркутской хоккейной школы, первый тренер В. Н. Ширяев . Клубы: «Локомотив», «Сибскана», «Сибскана-Энергия» — 1985—2004, «Саяны» (Абакан) — 2004/05 . В высшей лиге чемпионатов СССР, СНГ и России — 489 матчей, 29 мячей («Локомотив», «Сибскана», «Сибскана-Энергия» — 463, 28; «Саяны» — 26, 1). В розыгрышах Кубка страны 138 матчей, 9 мячей («Локомотив», «Сибскана», «Сибскана-Энергия» — 131, 9; «Саяны» — 7). Чемпион мира среди юниоров (1986) в составе сборной СССР. Серебряный (1998), и дважды бронзовый (1995, 1999) призёр чемпионатов России. Чемпион (1990) и серебряный призёр (1985) чемпионатов РСФСР. Обладатель Кубка лесников (Швеция, 1995). В списке «22-х лучших» — 1995, 1996, 1998, 1999  .
Многолетний капитан «Сибсканы», «Сибсканы-Энергии», обладатель клубного рекорда по количеству сыгранных матчей.
Работал в качестве тренера женской команды ДЮСШ «Рекорд», женской сборной России по хоккею с мячом, в 2009 году был тренером юниорской женской сборной России по хоккею с мячом, которая стала победителем 1-го чемпионата мира среди девушек.       
После завершения спортивной карьеры работал директором Хоккейного клуба «Байкал-Энергия». В этой должности он проработал 12 лет. Под его руководством команда «Байкал-Энергия» добилась лучшего результата в новейшей истории иркутского хоккея с мячом – двух серебряных и бронзовых медалей чемпионата России, а также стала обладателем Кубка России.
В 2015 году награжден почётной грамотой Комитета по физической культуре, спорту и делам молодёжи Государственной Думы Федерального Собрания Российской Федерации за существенный вклад в развитие хоккея с мячом в Иркутской области. В 2016 году отмечен памятным знаком "За заслуги в развитии города Иркутска". В 2018 - благодарностью министра спорта Российской Федерации за вклад в развитие отрасли физической культуры и спорта в стране.

## Статистика выступлений в высшей лиге чемпионатов страны
| Сезон | Клуб                         | Игры | Мячи | Пасы |
| ----- | ---------------------------- | ---- | ---- | ---- |
| 1986  | «Локомотив» (Иркутск)        | 19   | -    | -    |
| 1987  | «Локомотив» (Иркутск)        | 25   | -    | -    |
| 1988  | «Локомотив» (Иркутск)        | 22   | -    | -    |
| 1989  | «Локомотив» (Иркутск)        | 27   | -    | -    |
| 1991  | «Локомотив» (Иркутск)        | 26   | 1    | -    |
| 1992  | «Локомотив» (Иркутск)        | 30   | 2    | -    |
| 1993  | «Сибскана» (Иркутск)         | 22   | 2    | -    |
| 1994  | «Сибскана» (Иркутск)         | 28   | 3    | -    |
| 1995  | «Сибскана» (Иркутск)         | 26   | -    | -    |
| 1996  | «Сибскана» (Иркутск)         | 26   | 2    | -    |
| 1997  | «Сибскана» (Иркутск)         | 26   | 1    | -    |
| 1998  | «Сибскана» (Иркутск)         | 30   | -    | -    |
| 1999  | «Сибскана» (Иркутск)         | 27   | -    | -    |
| 2000  | «Сибскана» (Иркутск)         | 23   | 3    | 2    |
| 2001  | «Сибскана» (Иркутск)         | 28   | 2    | -    |
| 2002  | «Сибскана-Энергия» (Иркутск) | 26   | 3    | 4    |
| 2003  | «Сибскана-Энергия» (Иркутск) | 28   | 6    | -    |
| 2004  | «Сибскана-Энергия» (Иркутск) | 24   | 3    | -    |
| 2005  | «Саяны» (Абакан)             | 26   | 1    | -    |
|       | Всего                        | 489  | 29   | 7    |

Примечание: Статистика голевых передач ведется с сезона-2000.

## Статистика выступлений в розыгрышах Кубка страны
| Сезон | Клуб                         | Игры | Мячи | Пасы |
| ----- | ---------------------------- | ---- | ---- | ---- |
| 1986  | «Локомотив» (Иркутск)        | 4    | -    | -    |
| 1987  | «Локомотив» (Иркутск)        | 7    | -    | -    |
| 1989  | «Локомотив» (Иркутск)        | 10   | -    | -    |
| 1991  | «Локомотив» (Иркутск)        | 7    | -    | -    |
| 1992  | «Локомотив» (Иркутск)        | 7    | -    | -    |
| 1993  | «Сибскана» (Иркутск)         | 5    | 1    | -    |
| 1994  | «Сибскана» (Иркутск)         | 5    | -    | -    |
| 1995  | «Сибскана» (Иркутск)         | 4    | -    | -    |
| 1996  | «Сибскана» (Иркутск)         | 5    | -    | -    |
| 1997  | «Сибскана» (Иркутск)         | 5    | -    | -    |
| 1998  | «Сибскана» (Иркутск)         | 10   | 1    | -    |
| 1999  | «Сибскана» (Иркутск)         | 10   | -    | -    |
| 2000  | «Сибскана» (Иркутск)         | 11   | -    | 3    |
| 2001  | «Сибскана» (Иркутск)         | 5    | 2    | -    |
| 2002  | «Сибскана-Энергия» (Иркутск) | 11   | 1    | -    |
| 2003  | «Сибскана-Энергия» (Иркутск) | 12   | -    | -    |
| 2004  | «Сибскана-Энергия» (Иркутск) | 13   | 4    | 1    |
| 2005  | «Саяны» (Абакан)             | 7    | -    | -    |
|       | Всего                        | 138  | 9    | 4    |

## Тренерская карьера
| Сезон     | Команда                                                                                            | Должность |
| --------- | -------------------------------------------------------------------------------------------------- | --------- |
| 2005-2007 | ДЮСШ «Рекорд» (Иркутск) — чемпион и обладатель Кубка России среди женщин                           | Тренер    |
| 2006/07   | Женская сборная России по хоккею с мячом — серебряный призёр чемпионата мира в Будапеште, 2007     | Тренер    |
| 2008-2009 | Женская сборная России по хоккею с мячом 1992 г.р., Победитель 1-го чемпионата мира среди девушек. | Тренер    |
| 2009      | Клуб по хоккею с мячом («Байкал-Энергия»)                                                          | Директор  |